# Hinakaimauliava
Hinakaimauliava (havajski Hinakaimauliʻawa ili Hina-kai-mauli-ʻawa) bila je havajska plemkinja, poglavarka Koʻolaua na ostrvu Oahuu u 11. veku.
Bila je ćerka i naslednica poglavice Kalehenuija od Koʻolaua; majka joj je bila poglavarka Kahinao (Kahinalo), Kalehenuijeva supruga.
Hinakaimauliava je nazvana po havajskoj boginji Meseca, čije je ime Hina.
Njen slavni predak je bio tahitski čarobnjak Maveke, a sestrična joj je bila „velika poglavarka“ Nuakea od Molokaija.
Nakon šta je Kalehenui umro, Hinakaimauliava ga je nasledila te se čini da mu je bila jedino dete.
Hinakaimauliava se udala za čoveka zvanog Kahivakapu (havajski Kahiwakapu); njihovo dete je bila poglavarka Mualani.